# Alphonse Gemuseus
Alphonse Gemuseus (Basilea, 8 maggio 1898 – Basilea, 28 gennaio 1981) è stato un cavaliere svizzero.

## Palmarès

### Olimpiadi
- Oro a Parigi 1924 nel salto ostacoli individuale.
- Argento a Parigi 1924 nel salto ostacoli a squadre.